# Дверен
Дверен — город в Киевской земле, упомянутый в летописном «Списке русских городов дальних и ближних». Местоположение до конца не выяснено, однако известно, что он располагался на реке Рось. По предположению Петра Голубовского, находился на левом берегу этой реки между Роднем и Корсунем. Возможно, остатками Дверена является городище у села Набутова на Роси, напротив села Деренковец Черкасской области.
Возник во времена Древнерусского государства и был одним из звеньев Поросской оборонной линии, основанной князем Владимиром Великим для защиты Руси от степняков. В Дверене впоследствии селилась черноклобукская знать, наемники. Город пришёл в запустение в XV веке в результате татарских набегов на южные рубежи Великого княжества Литовского. Одним из таких разорительных набегов был поход крымского хана Менгли-Гирея на Киев в 1482 году. Все черные клобуки были уничтожены.